# 田行达
田行达（555年—615年1月24日至2月22日之间），字文通，平凉郡平高县（今宁夏回族自治区固原市原州区）人，北周、隋朝官员。

## 生平
田行达将门出身，善于骑马射箭。宣政元年（578年），田行达以都督为起家官，统领乡兵。开皇三年（583年），隋文帝诏令卫王杨爽率军从白道反击突厥，田行达跟随杨爽击败沙钵略可汗，以军功升任帅都督。同年，杨爽征召田行达出任卫王主簿。开皇四年（584年），田行达回朝出任上台勋射。开皇七年（587年），田行达返回原职。开皇十七年（597年），田行达因为领兵的功勋加大都督，统领乡兵如故。开皇十八年（598年），上柱国杨素出任灵州道总管反击达头可汗，田行达响应征召从军，身先士卒，作战勇敢，因为战功于开皇十九年（599年）升任开府仪同三司。同年，田行达转任蜀王杨秀的部属。仁寿二年（602年），巴蜀地区的板楣蛮、夷人、獠人起兵反叛，资、普、嘉、陵等四州战火蜂起，田行达出任陵州道行军总管，与大将军段文振一起将反叛平定。仁寿三年（603年），田行达出任河州行军总管。大业元年（605年），田行达检校左卫十二车骑将军，又改任检校左武卫廿车骑将军。大业三年（607年），田行达加正议大夫。大业四年（608年），田行达升任崇义府鹰扬郎将，又加右御卫虎贲郎将。大业六年（610年），田行达出任光禄少卿。大业十年（614年），隋炀帝第三次征讨高丽，田行达再度出任行军总管，军队准备返回时改任左武卫虎贲郎将，又出任北平郡太守。大业十一年（615年），田行达被征召出任左候卫虎牙郎将，率军讨伐黄河以南的叛军，于大业十二年正月在军中战死，虚岁六十一，大业十二年闰五月五日（616年6月24日）葬于京兆郡大兴县□□乡。永徽五年（654年）正月，田家将田行达和夫人李氏合葬于雍州高阳原。

## 家庭

### 曾祖
- 田儒，北魏凉州刺史、秦州汉阳郡太守[1]

### 祖父
- 田盎，北魏金紫光禄大夫、散骑常侍、开府仪同三司、陇州安乐郡太守[2][1]

### 父亲
- 田士通，北周大冢宰、开府仪同三司、洺虢二州刺史、左金紫光禄大夫、大都督、辅国将军、新义县开国男，食邑一千二百户[2][1]

### 夫人
- 陇西李氏，西魏司空、河西郡襄公李文保曾孙女，北周太傅、七兵尚书、河西郡桓公李贤孙女，隋朝太仆卿、左武侯大将军、奇章郡定公李孝轨长女[1]